# Huaca
Dans les langues Quechua de l'Amérique du Sud, une huaca ou wak'a (également waka et huaka) est un objet qui représente quelque chose de sacré, généralement un monument, mais le terme peut aussi désigner des sites naturels, tels que des sources, des grottes, d'immenses rochers, voire des montagnes, ou encore des divinités ou des symbôles reliées au culte des ancêtres (les momies aussi étaient des huacas).
L'anthropologue Alfred Métraux (1902-1963) considérait que le terme Wak'a, était comme l'équivalent grosso modo du concept de fétiche.
Le terme de guacas en Colombie désignait, chez les Pijaos, des lieux sacrés ou à valeur religieuse : sanctuaires naturels (grottes, volcans, sources d'eau), temples rituels et autres lieux sacrés pour leurs communautés, comme les tombes de leurs ancêtres.

## Le concept deshuacas
Ce concept de la culture de l'empire inca n'a pas été imposé à tous les territoires conquis en Amérique du Sud, il était préexistant à l'empire et fut toléré par le nouveau pouvoir.
Ainsi, pour les Incas et les peuples passés sous leur domination, les sanctuaires, idoles, temples, tombes, momies – en particulier celles des Sapa Inca – mais aussi des animaux, ainsi que des étoiles dont les ayllus, ou clans, croyaient descendre, les ancêtres eux-mêmes, les divinités protectrices (apus) de la communauté[réf. nécessaire] y compris les principales divinités comme le soleil et la lune, étaient des lieux et choses sacrés, huacas qui étaient vénérées à travers différentes cérémonies et à des moments précis.
Les Quechuas croyaient traditionnellement que chaque objet avait une présence physique et deux camaquen (esprits), l'un pour le créer et l'autre pour l'animer. Ils invoquaient ses esprits pour que l'objet « fonctionne ».
Les Incas croyaient – par exemple – que l'Inca Tupac Yupanqui pouvait communiquer avec les huacas, et à travers celles-ci, il connaissait les événements passés et futurs, y compris l'arrivée des Espagnols en Amérique.

## Organisation deshuacas

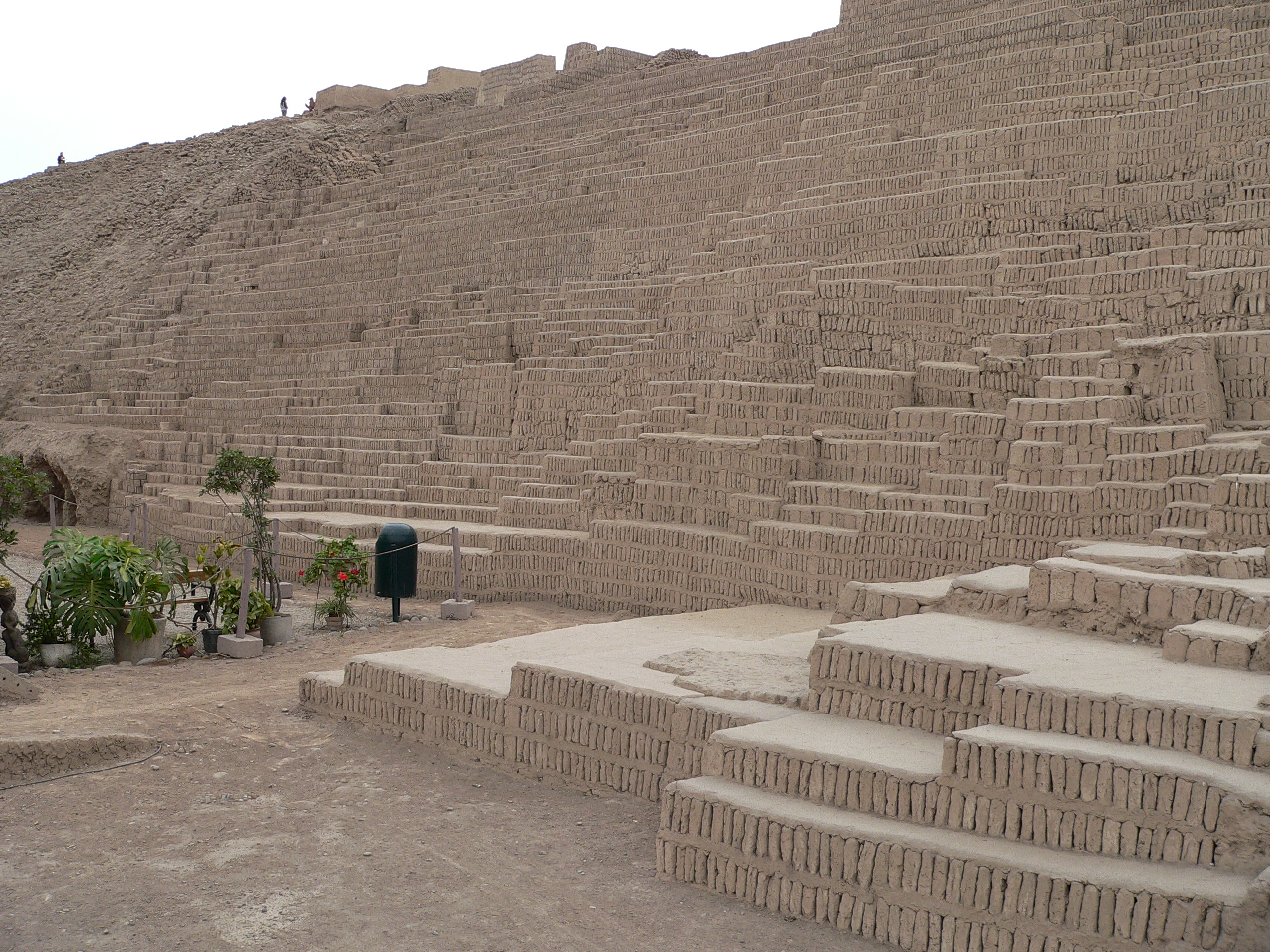
Huaca Pucllana à Miraflores, Lima.

On trouve des huacas dans presque toutes les régions du territoire sur lequel s'est développée la civilisation inca, en dehors des parties les plus profondes du bassin amazonien, en corrélation avec les régions peuplées par les premières civilisations pré-inca et inca.
À son apogée, l'influence inca s'étendait directement de la Colombie jusqu'à l'Argentine et au Chili, en couvrant la plus grande partie des territoires actuels de l'Équateur, du Pérou et près de la moitié Ouest de la Bolivie, un immense territoire qu'il nommait Tawantin suyu (quatre en un).
Un grand nombre de huacas sont dispersées dans le Tawantinsuyu, qui, dans certains cas, sont encore vénérées aujourd'hui.
Aujourd'hui par exemple, on trouve des huacas au centre-ville de Lima dans presque tous les districts, la ville ayant été construite autour d'elles. Les huacas de la municipalité de Lima, comme Pucllana, Garagay ou Huallamarca, sont généralement clôturées et protégées pour éviter les dégradations.
La découverte au XXe siècle et la datation de la ville sacrée de Caral, nous montre les plus anciennes huacas connues, datées de 5000 av. J.-C. qui se situent dans une zone où l'on trouve également les premiers pétroglyphes et manifestations religieuses d'Amérique à Kotosh.

### Huacasetceques
Les huacas de l'empire étaient reliées par un système de lignes appelées ceques (ou seqes) qui convergeaient toutes vers le Coricancha, le lieu le plus sacré de l'empire des Incas, situé à Cuzco. Les travaux de R. Tom Zuidema (en) et Brian Bauer explorent le débat sur l'utilisation et la signification des ceques.

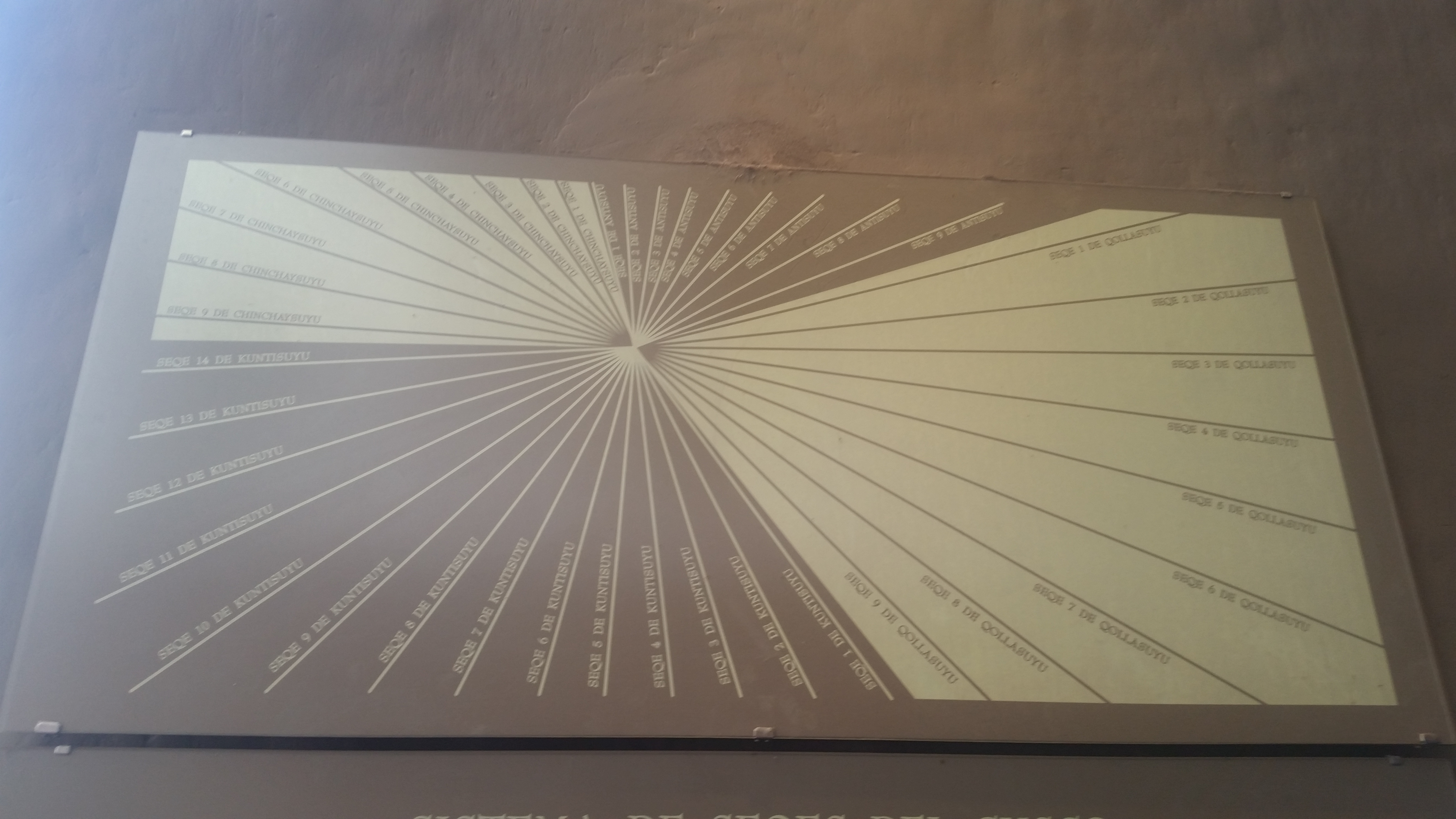
Musée du Coricancha expliquant graphiquement le système des huacas et ceques.

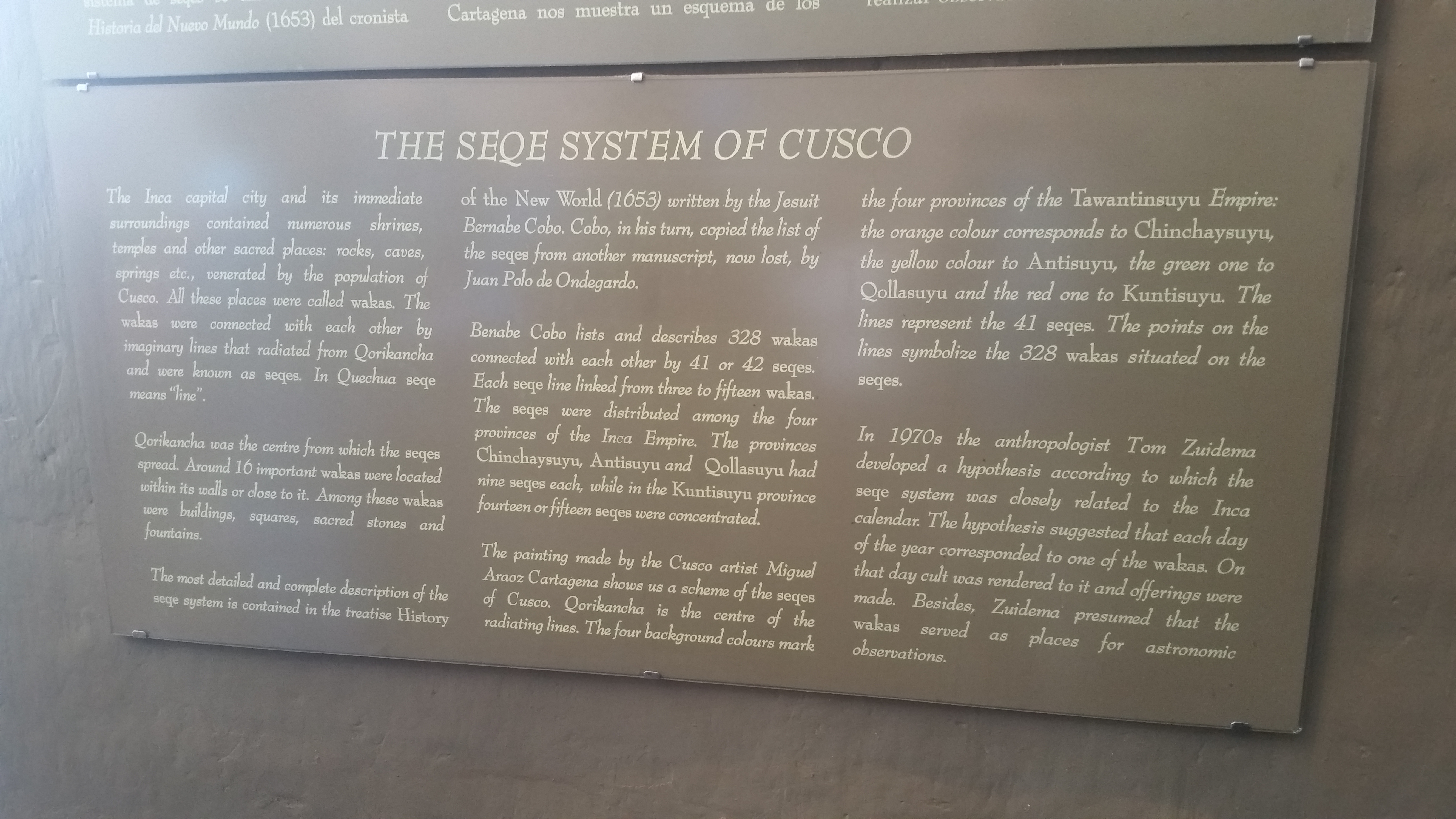
Musée du Coricancha décrivant le système des huacas et ceques.

Cuzco était divisé en deux quartiers, Hanansaya au nord et Hurinsaya au sud d'où partaient des routes royales menant à deux des quatre suyus, les quatre parties de l'empire.
Hanansaya menait à Chinchay Suyu et à Anti Suyu au nord, tandis que Hurinsaya était l'origine des routes vers Qulla Suyu et à Kunti Suyu au sud. Chacune de ses quatre régions contenait de 9 à 14 ou 15 "ceques", disposés symboliquement comme les rayons du soleil, issus du Temple du soleil.
Sur le terrain, chacun de cette quarantaine (41 ou 42 selon les sources) de ceque était tracé pour mener vers un peuple particulier, mais l'itinéraire était surtout déterminé par les huacas à relier le long de ce chemin, le nombre de huacas sur chaque ligne variant de 3 à 13.

### Des chemins cérémoniels
Ces lignes étaient conçus pour exprimer la cosmologie religieuse inca et étaient parfois alignées sur différents repères; montagne, constellation ou point astronomique. Ceux-ci étaient en relation avec les cérémonies saisonnières et la tenue du temps à des fins d'agriculture.
Les lignes ceques ressemblent beaucoup aux lignes processionnelles chez les Mayas (sacbe), les Chacoans et les Muisca.
Les huacas, reliées par ces itinéraires spécifiques, étaient souvent des complexes spéciaux érigés afin que des prêtres y mènent des cérémonies religieuses (comme l'Inti Raymi) ou des observations astronomiques. Parcourir un ceque pouvait aussi être une cérémonie en l'honneur d'un personnage dont on allait vénérer la tombe ou d'un groupe familial dont allait honorer le cimetière sacré.
Les ceques suivent aussi souvent des ruisseaux ou des canaux, qui étaient des marqueurs naturels des zones irriguées.
À l'échelle de l'empire, les ceques issus du Coricancha suivent des itinéraires relativement rectilignes, jusqu'aux confins des terres conquises par Pachacutec. Quatre de ces lignes correspondent aux quatre branches principales du gigantesque réseau routier inca, le Qhapaq Ñan .

### Culte rendu auxhuacas
Bien avant les incas, les peuples anciens avaient développé un système de pèlerinages dans ces différents sanctuaires. Les incas n'ont fait qu'adapter et réorganiser ces « religions », afin de les fondre dans leur propre culte du Soleil comme culte officiel de l'empire. Les cultes dévolus aux anciennes huacas et aux panthéons locaux des cultures pré-inca, se sont donc harmonisés avec ceux des autres divinités « majeures andines », telles que Viracocha, Pachacamac ou Ai apaec.
Ainsi, à l'époque de la domination inca, l'idole solaire dans ses temples (Coricancha, Vilcashuaman, sur l'Isla des Sol du Titicaca, etc.) côtoyait la myriade de divinités adorées dans l'empire dans leurs propres huacas.
En tant que centre religieux, les huacas étaient le lieu de rituels, de sacrifices (parfois humains), mais aussi de dépôts des offrandes. Pour cette raison, ces lieux et monuments ont subi de nombreuses déprédations au cours des premières années de la conquête espagnole de l'Amérique, à la fois pour leurs trésors supposés et aussi afin d'éteindre la religiosité locale dans les nouvelles provinces de l'empire espagnol et d'y substituer le catholicisme.

## Rôle deshuacas
Les huacas étaient des lieux d'importance cérémonielle, rituelle ou religieuse disposés le long des sentiers ceques. À l'époque vice-royale, le missionnaire espagnol Bernabé Cobo (1582-1657) en dénombrait environ 350 au total. Certaines huacas étaient des éléments naturels, tels que des sources, des rochers ou des grottes, tandis que d'autres étaient des éléments artificiels, tels que des bâtiments, des fontaines ou des canaux. Un observatoire astronomique ou la tombe d'un personnage vénéré, pouvait aussi être une huaca.
Certaines personnes appartenant à des groupes familiaux spécifiques étaient désignées comme gardiennes de la huaca de ce groupe social et un culte devait lui être rendu selon un calendrier rituel.
Certains aspects du système ceque-huaca restent flous. Zuidema, qui en dénombre 328 (Skrominitsky en compte 333), a émis l'hypothèse que les huacas pourraient être liées à la compréhension inca de l'astronomie, en relation avec les cycles lunaires et que certains des ceques étaient utilisés comme lignes de visée astronomiques,.
Enfin, certaines huacas étaient des observatoires astronomiques orientés dans la direction de points précis de l'horizon, avec lesquels les Incas enregistraient le lever et le coucher du soleil et ceux d'autres étoiles ou constellations, afin de déterminer les solstices et les équinoxes.
Les Incas ont élaboré de manière créative le système huaca-ceque sur un système préexistant de vénération religieuse des peuples qu'ils ont incorporés dans leur empire. Dans le même temps, ils ont également greffé des groupes entiers de personnes d'origine inca avec des peuples nouvellement intégrés, afin de mieux répartir les Incas dans l'ensemble de l'empire et ainsi d'éviter une résistance généralisée.
Dans ce cadre "colonisateur", les huacas - et leurs hiérarchies religieuses dédiées - ont été des centres et des acteurs importants de partage d'un culte et un lieu d’unification de peuples ethniquement et linguistiquement divers.

Le système huaca-ceque a été organisé à partir de l'existant afin de contribuer à une "citoyenneté" commune chez des peuples souvent disparates et lointains, y compris aux peuples non Quechua ou Aymara. 

Quelques-unes des huacas péruviennes.
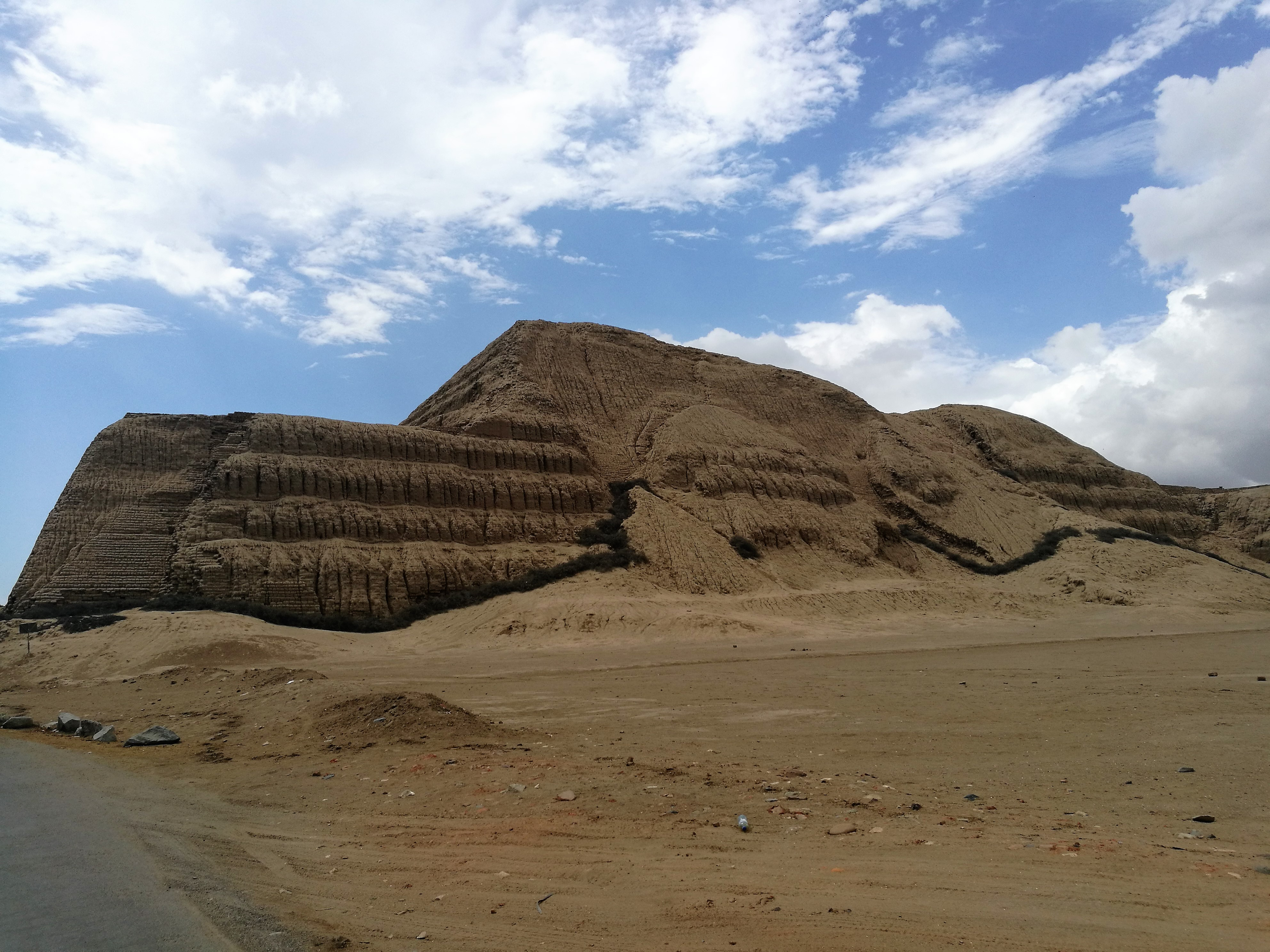
La huaca del Sol près de Trujillo.
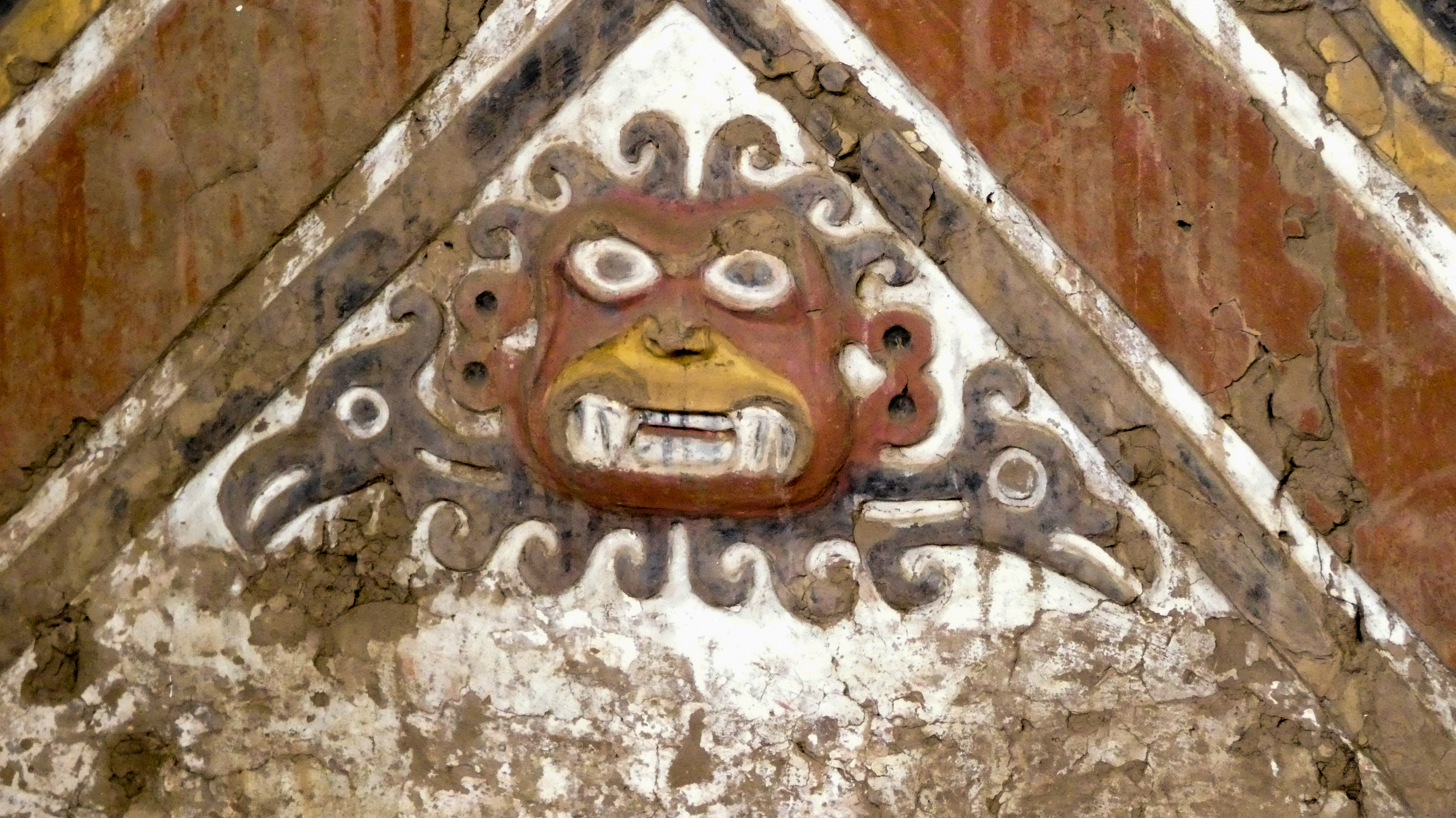
Ai apaec - Détail d'une frise de la huaca de la Luna - Trujillo.
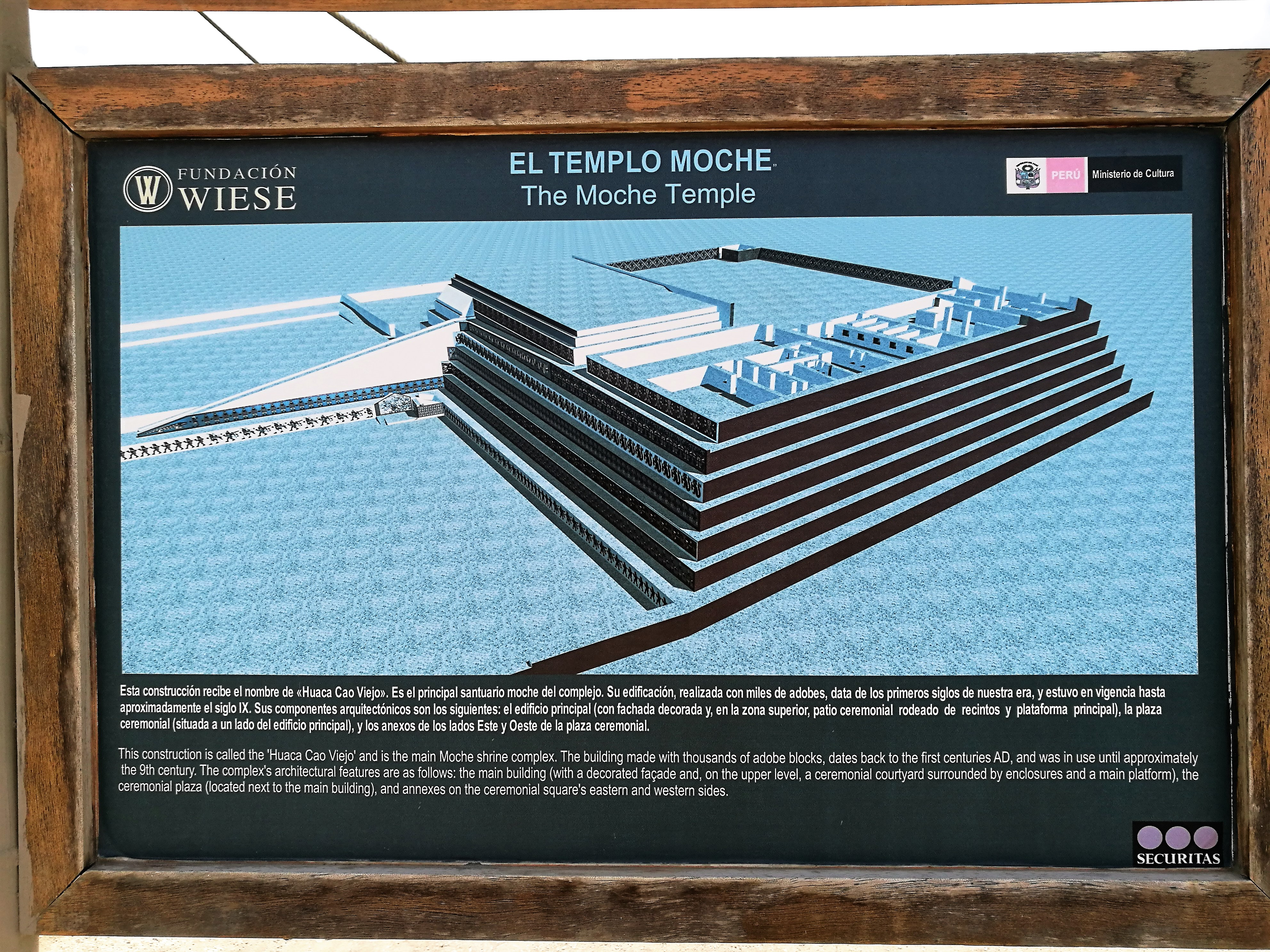
Représentation de la huaca Cao Viejo un site Moche.
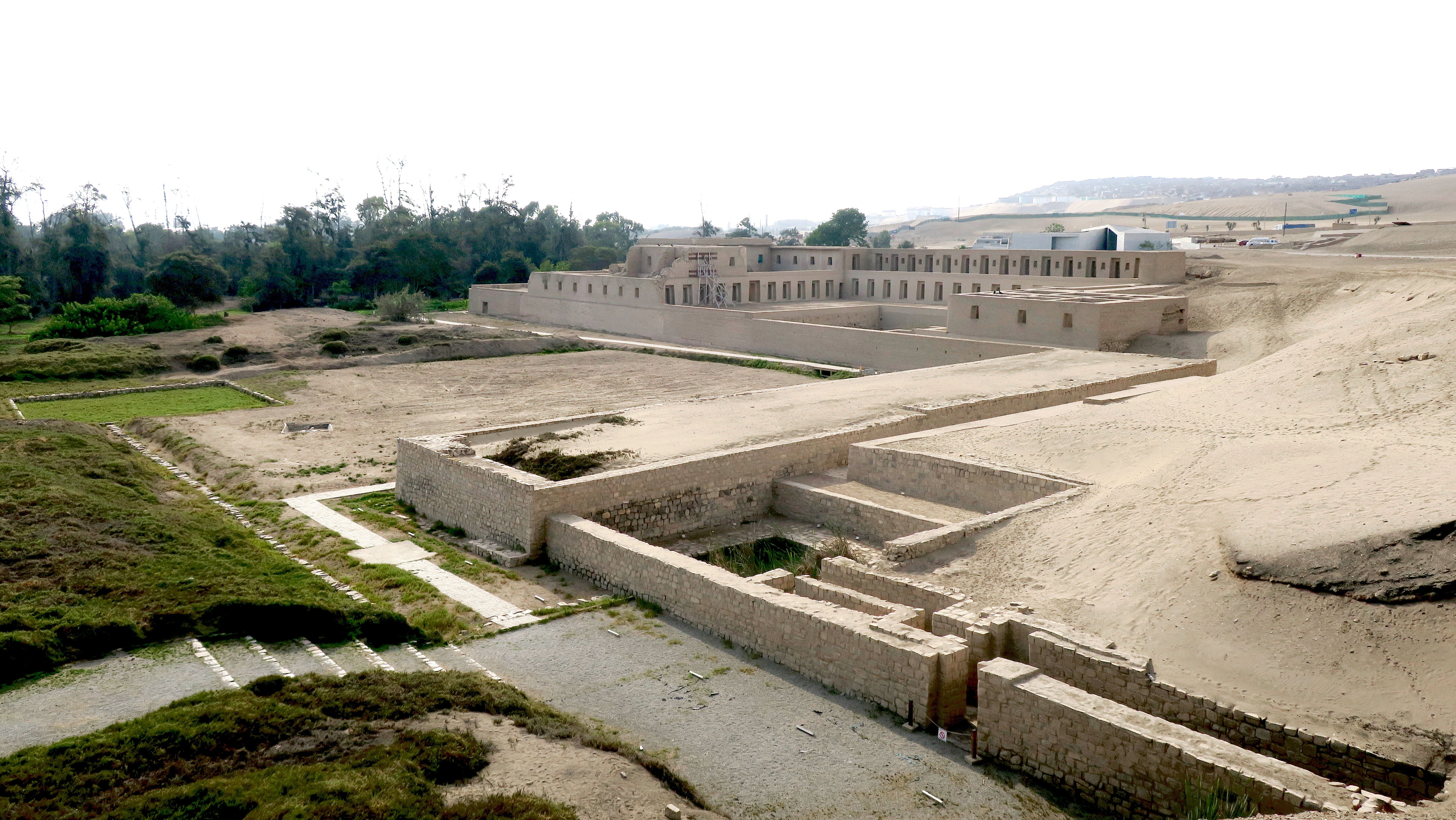
Pachacamac au sud de Lima.
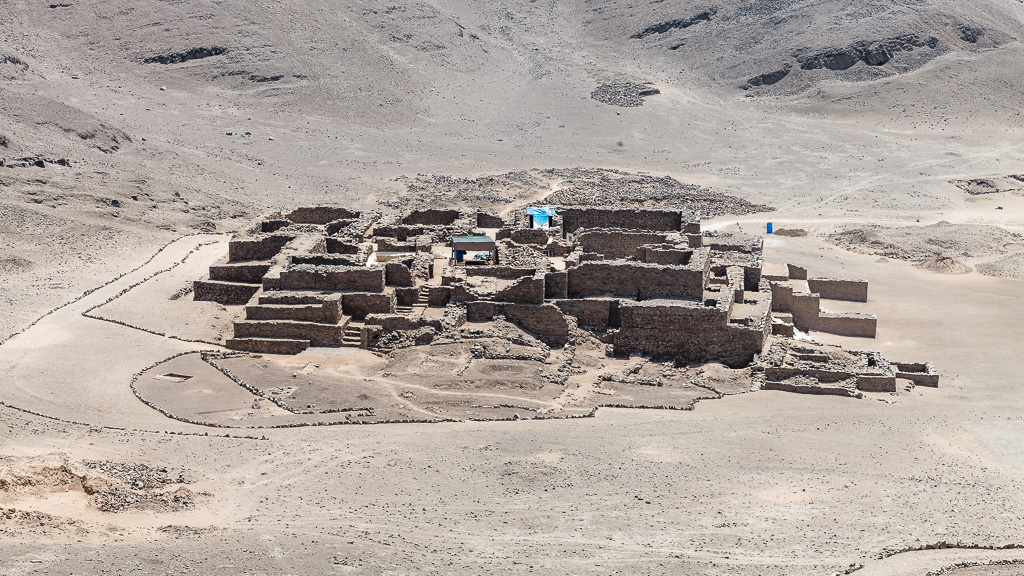
Huaca El Paraíso près de Lima.
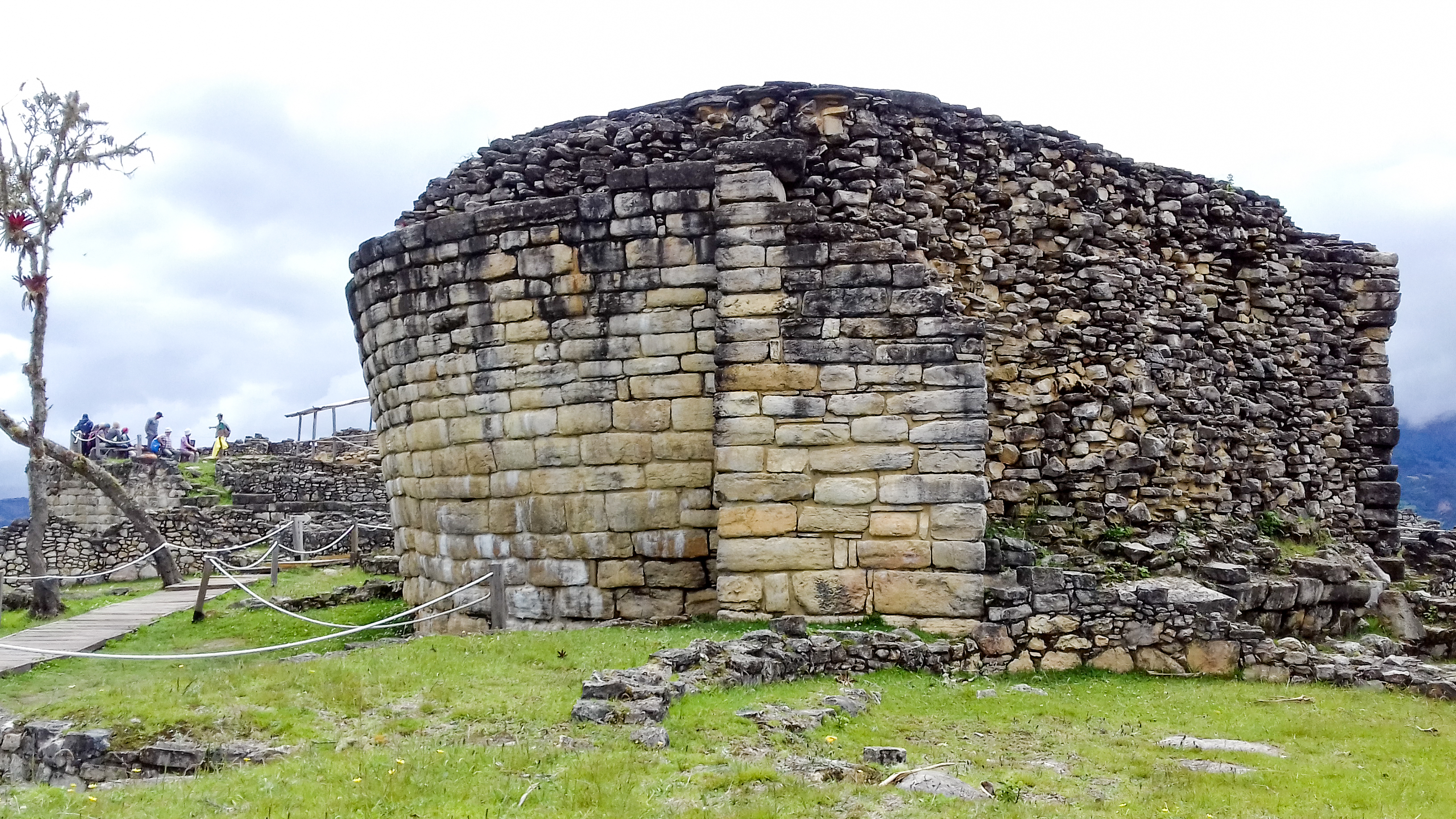
Le temple principal de Kuélap en Amazonas.
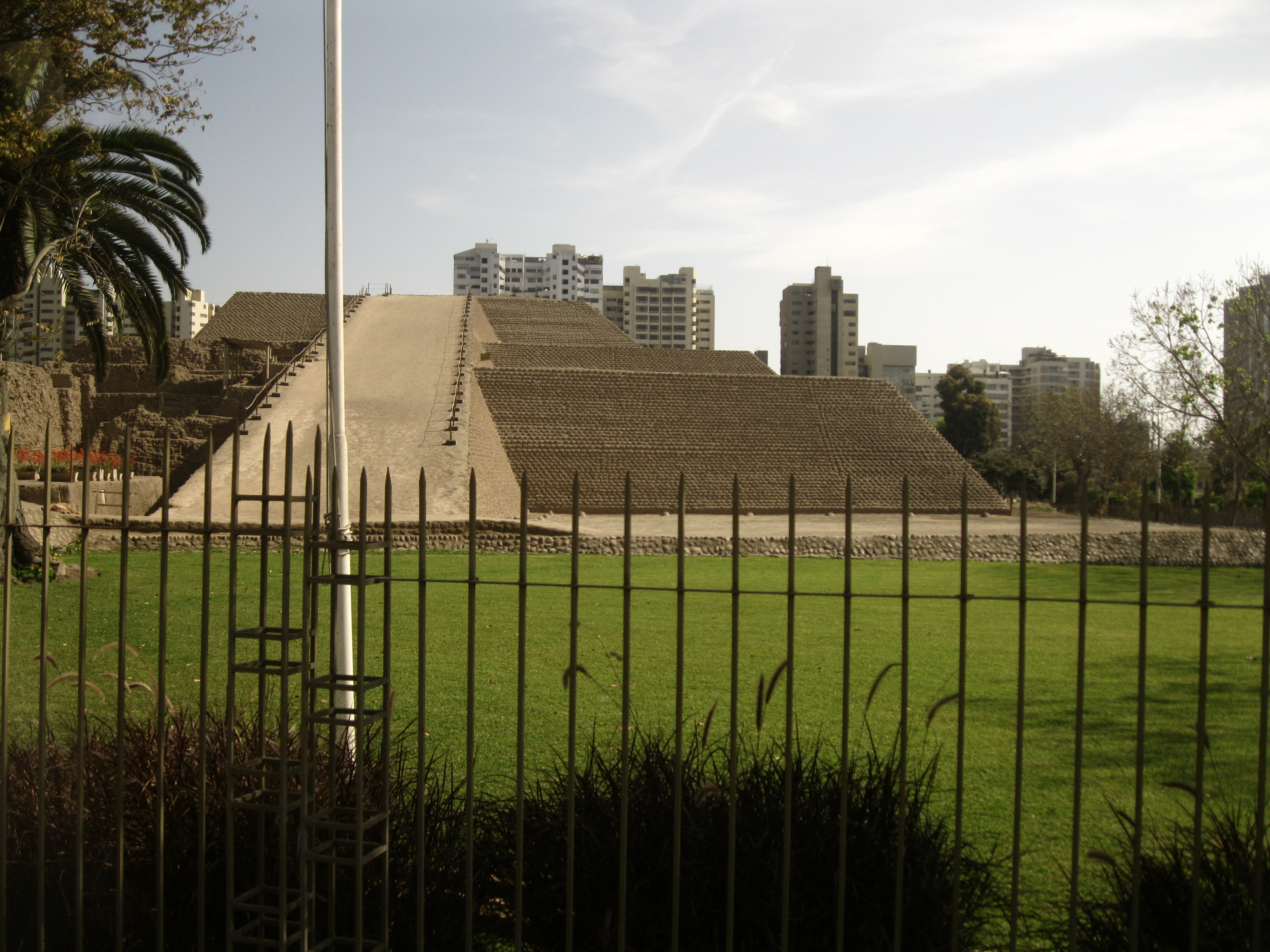
Huaca Huallamarca au centre ville de Lima.
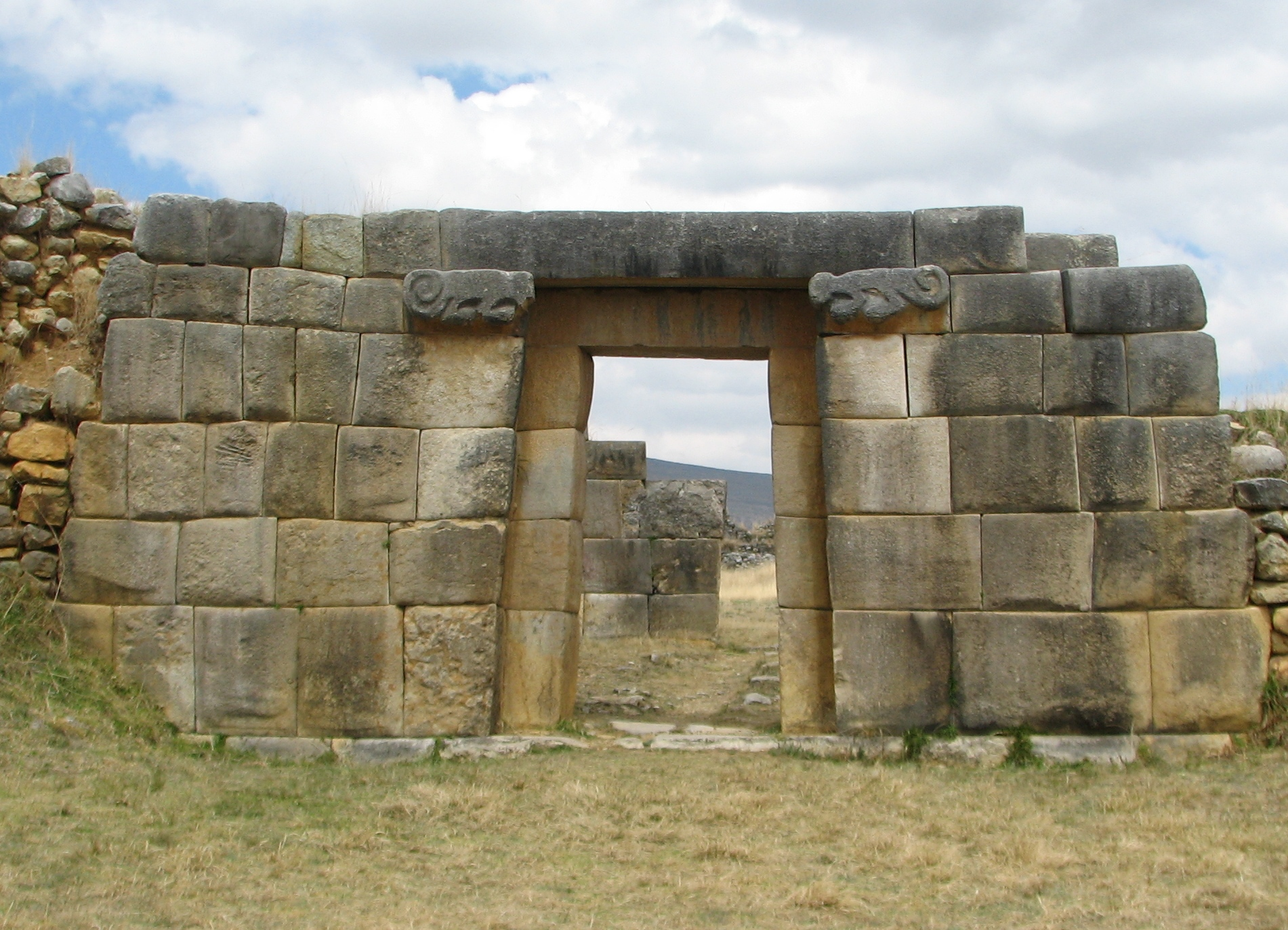
Huánuco Pampa dans les Andes.
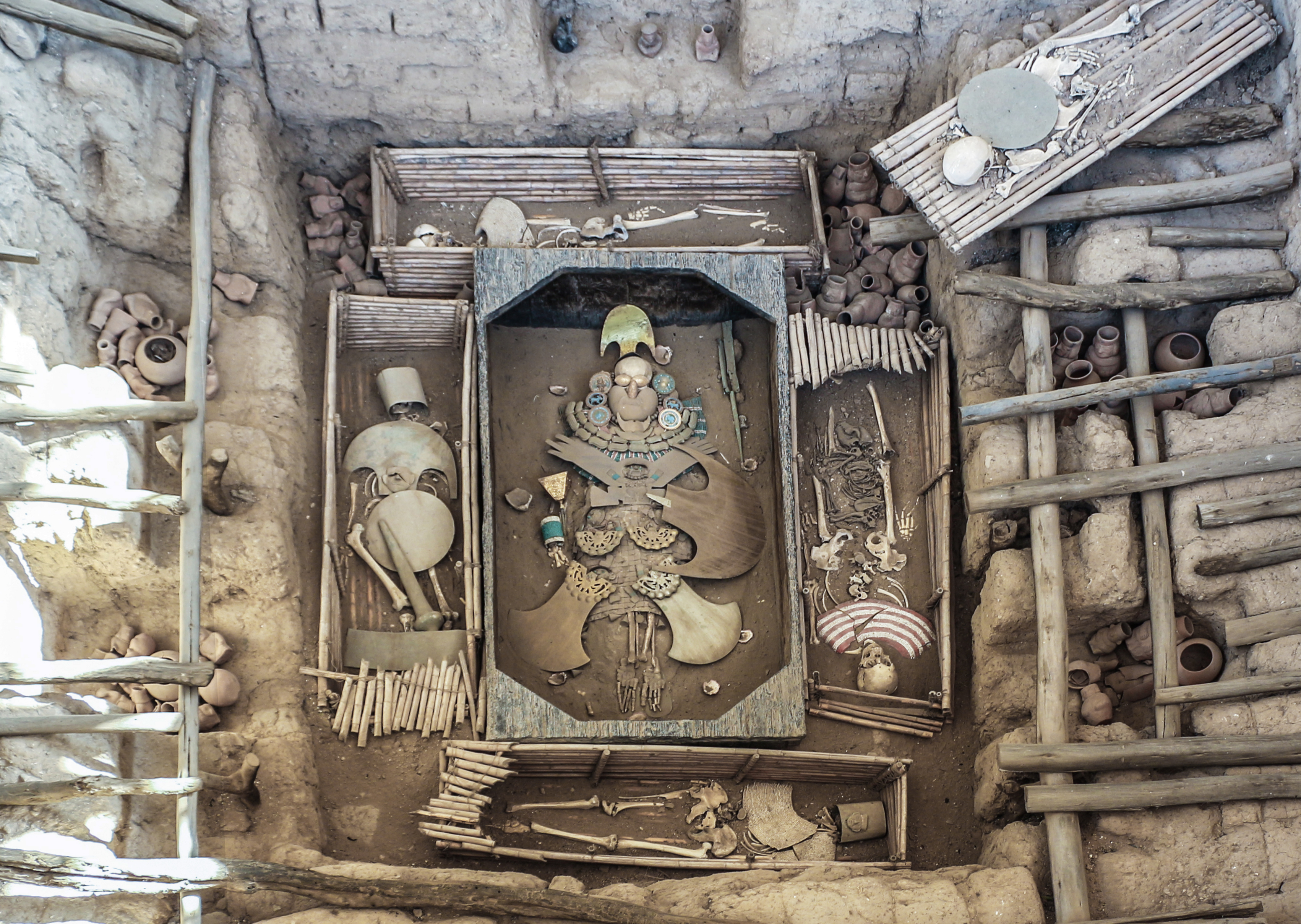
Tombe du seigneur de Sipán dans la huaca rajada - Lambayeque.
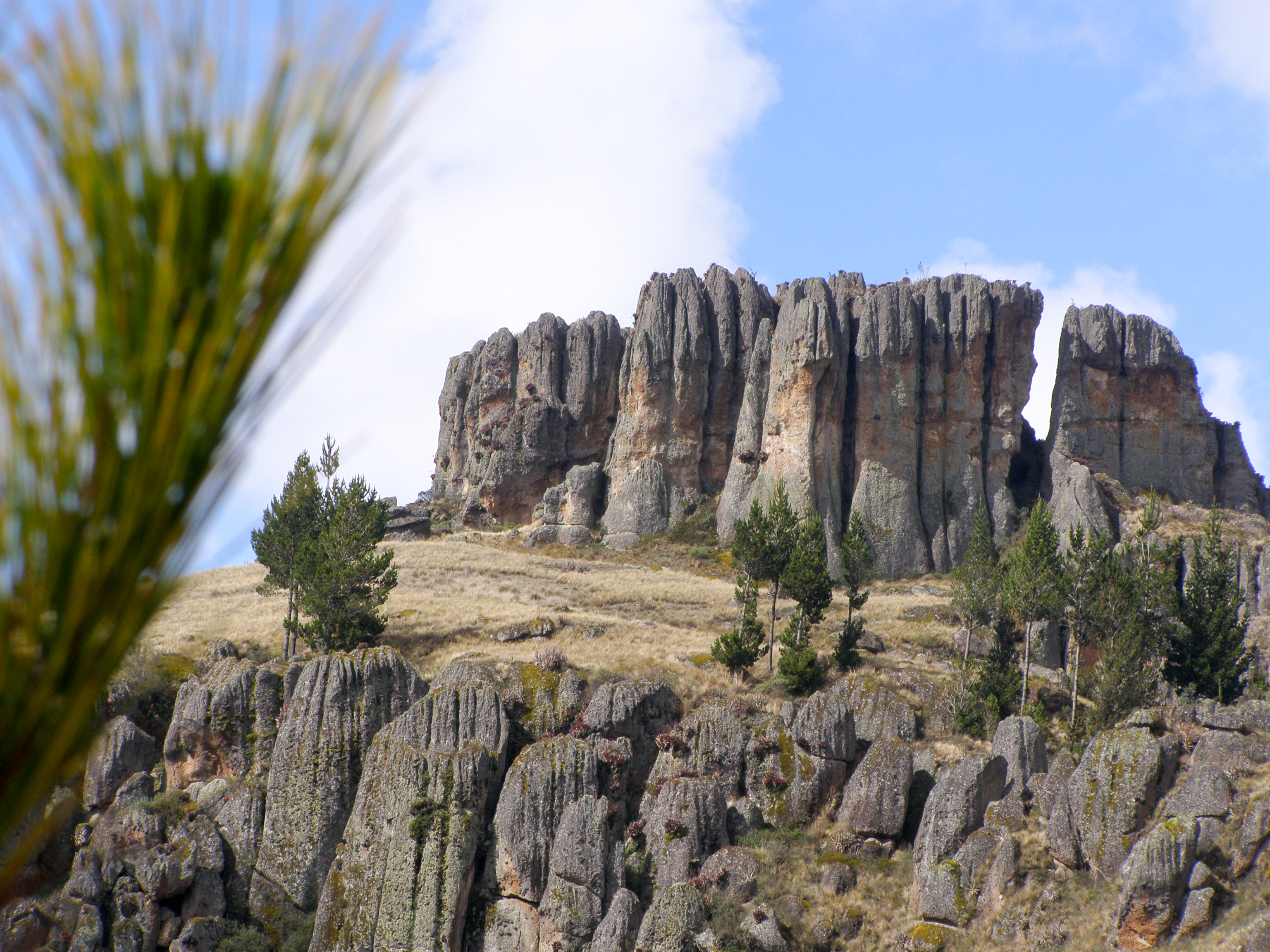
Cumbe Mayo, un site propice aux huacas près de Cajamarca.

Inversement, il semble que, pour les armées de l'empire inca, l'un des moyens les plus terribles de punir un peuple rebelle était précisément la destruction de leurs huacas et de leurs momies, rompant ainsi les liens de cette communauté avec ses ancêtres et ses lieux sacrés.
L'importance des huacas dans la cosmogonie inca était telle que la résistance à la conquête espagnole se manifesta, dans les années 1560, par un mouvement de rejet du dieu chrétien appelé la « révolte des huacas » ou Taki Unquy. Cela a généré une nouvelle croyance selon laquelle les pouvoirs des huacas ne se trouvaient ni dans les pierres, ni dans les arbres, ni dans les lagunes, comme au temps des Incas, au lieu de cela, ils allaient entrer dans le corps des gens. Ainsi investis de la puissance des huacas, les incas vaincraient le dieu espagnol, ainsi que les envahisseurs et rétabliraient leur monde ravagé par la conquête. Cette révolte durement réprimée prit fin vers 1572.

## Leshuacasaujourd'hui
Le culte de la huaca tutélaire et des ancêtres a survécu jusqu'à nos jours au Pérou même si elle a été orientée par l'Église catholique :
- Au lieu des processions des momies des ancêtres, le peuple andin moderne suit désormais les images des saints, comme dans le Corpus Christi de Cuzco une réminiscence de la procession des momies des empereurs incas qui a lieu au solstice d'été (Inti Raymi).
- Ce culte des huacas et des momies ancestrales se manifeste également à la Toussaint ou tous les cimetières péruviens ont une activité inhabituelle lors d'une fête joyeuse qui dure toute la nuit et le lendemain.
- Une autre manifestation de respect pour l'Apu tutélaire est l'offrande à la Pachamama, cérémonie où des feuilles de coca ou de l'alcool, sont déposés à l'emplacement de la huaca de la lignée.

Les ayllus (communautés) unies par leurs liens ancestraux avec les huacas existent toujours actuellement tout au long de la côte, des montagnes et de la jungle du Pérou-Bolivie. Elles sont une forme de gouvernement et d'organisation, leurs terres sont protégées par les Constitutions des deux pays. Ce ne sont pas des « minorités autochtones », des « minorités ethniques » ou des « tribus » comme dans d'autres parties du monde, car elles constituent en fait la majorité de la population et pèsent d'un grand poids dans les résultats électoraux, par exemple.
Beaucoup dans ces communautés, pensent qu'ils n'ont qu'à attendre le retour de l'ordre ancien en étant de bons chrétiens, mais aussi en respectant les coutumes, les traditions de leurs ancêtres et en honorant leurs lieux tutélaires, les huacas.
Pour une culture vieille de 5 000 ans qui a réussi son intégration dans l'empire inca et a assimilé la contribution hispanique, 200 ans est une très courte période de temps…